# Campanula acutiloba
Campanula acutiloba är en klockväxtart som beskrevs av Wilhelm Vatke. Campanula acutiloba ingår i släktet blåklockor, och familjen klockväxter. Inga underarter finns listade i Catalogue of Life.